# Saga Gorou II
Saga Gorou II (auch: Saga Gorou 2) ist ein Dorf im Arrondissement Niamey IV der Stadt Niamey in Niger.

## Geographie

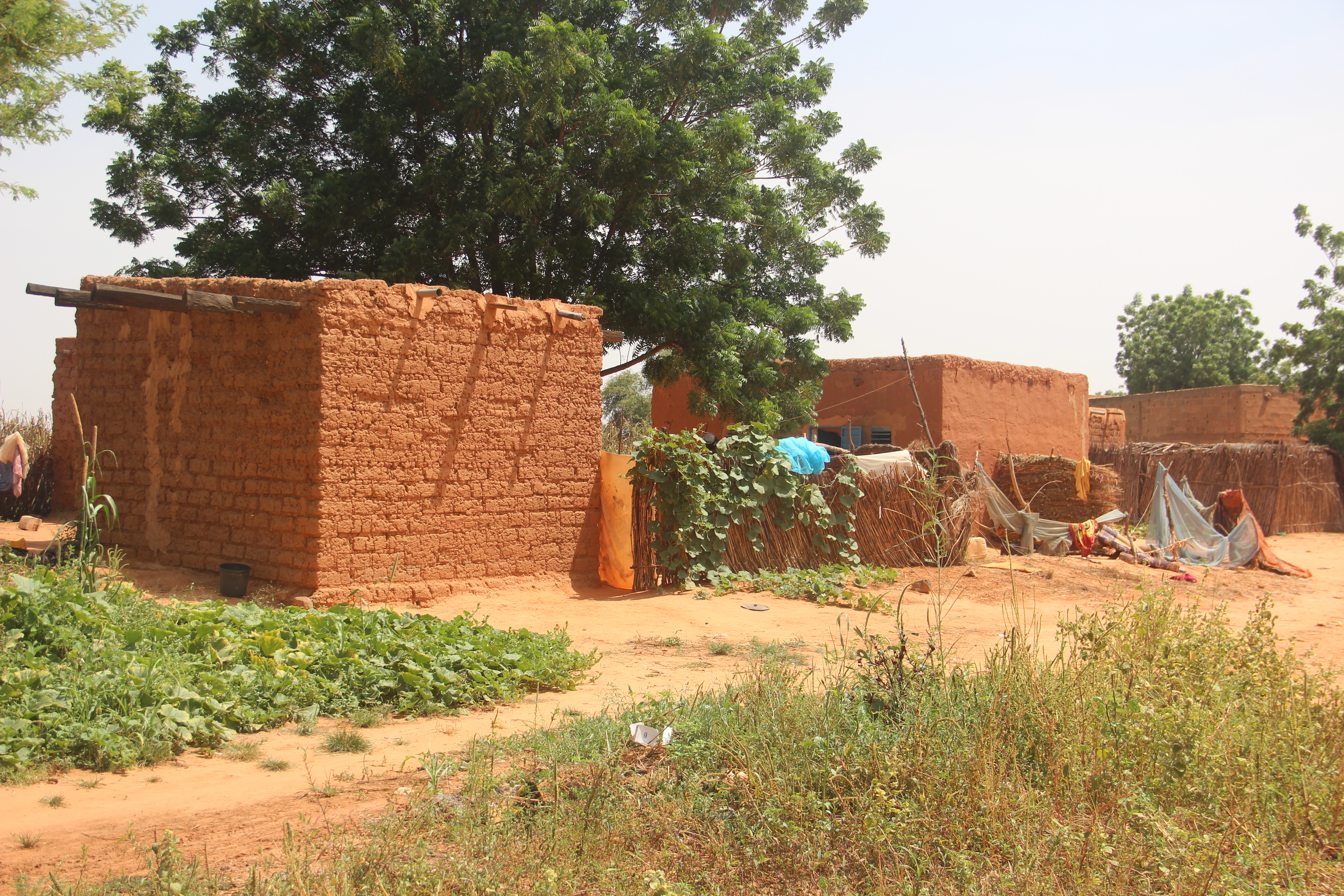
Häuser in Saga Gorou II (2020)

Das von einem traditionellen Ortsvorsteher (chef traditionnel) geleitete Dorf liegt am östlichen Rand des ländlichen Gemeindegebiets von Niamey. Zu den umliegenden Siedlungen zählen der Weiler Fandoga im Norden, der Weiler Banga Banda im Süden, das Dorf Deykouarey im Südwesten und der Weiler Fandora im Westen. Im traditionellen Herrschaftssystem untersteht der Ortsvorsteher von Saga Gorou II dem Kantonschef von Saga.
Das Wort gorou kommt aus der Sprache Zarma und bedeutet „Trockental“. Saga Gorou II liegt wie Saga Gorou I zwischen zwei Trockentälern.

## Geschichte
Die ursprüngliche Tigerbusch-Vegetation in der Gegend verschwand von 1950 bis 1975 vollständig. Infolge des Bevölkerungswachstums von Niamey wurde das Land gerodet und urbar gemacht.

## Bevölkerung
Bei der Volkszählung 2012 hatte Saga Gorou II 19 Einwohner, die in 2 Haushalten lebten. Bei der Volkszählung 2001 betrug die Einwohnerzahl 107 in 17 Haushalten.

## Wirtschaft und Infrastruktur

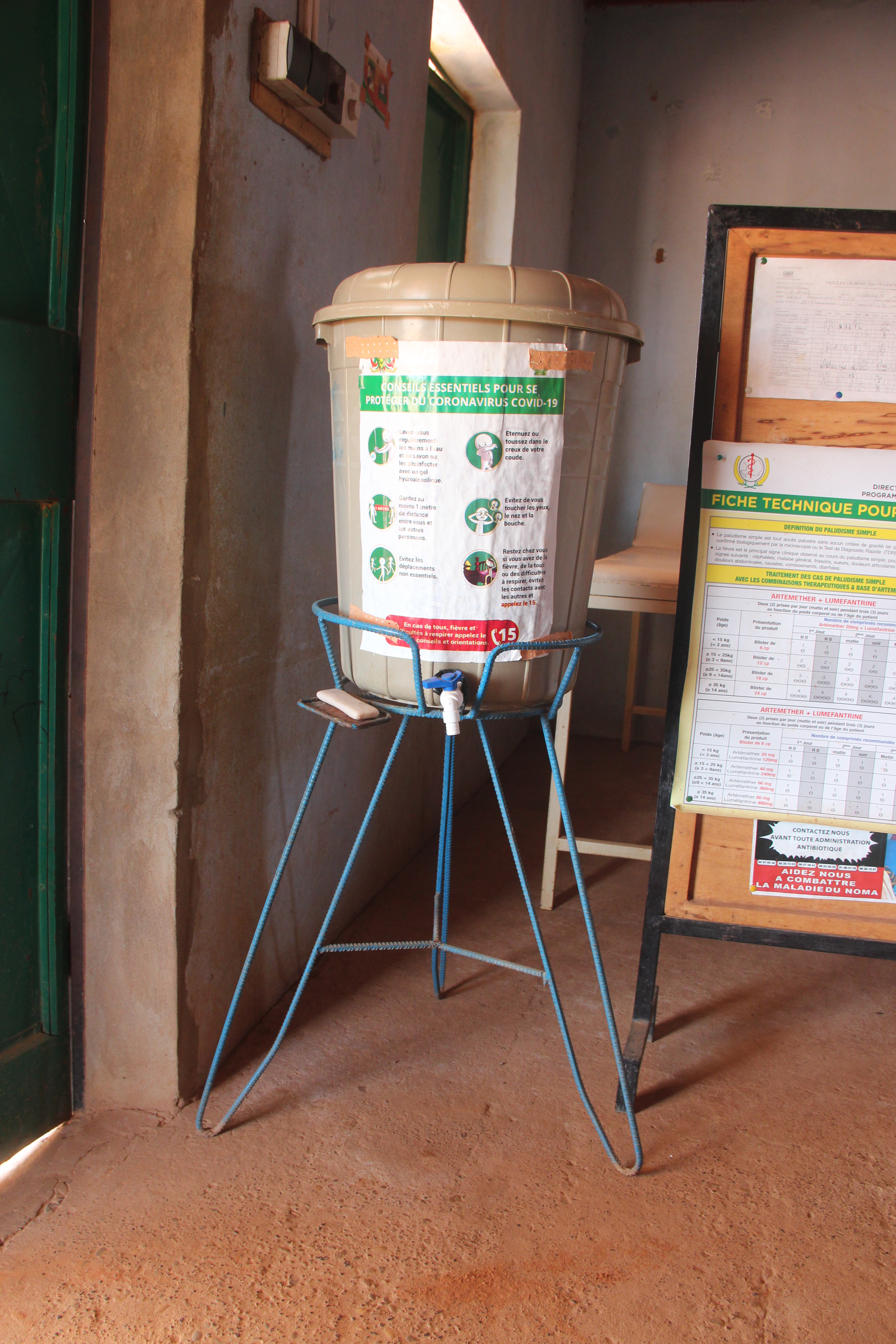
Handwaschvorrichtung im Gesundheitszentrum von Saga Gorou II während der COVID-19-Pandemie

In Saga Gorou II gibt es zahlreiche Gärtnereien. Hier werden Kohl, Paprika, Tomaten, Wassermelonen und Zuckermelonen angebaut.